# Quercus ajoensis
Quercus ajoensis Liebm. – gatunek roślin z rodziny bukowatych (Fagaceae Dumort.). Występuje naturalnie w północno-zachodnim Meksyku (w stanie Kalifornia Dolna) oraz południowo-zachodnich Stanach Zjednoczonych (w Arizonie i Kolorado). 

## Morfologia
PokrójZimozielony krzew dorastający do 2–3 m wysokości. Kora ma szarą barwę.
LiścieBlaszka liściowa jest skórzasta i  ma kształt od owalnego do podługowatego. Mierzy 1,5–3,5 cm długości oraz 1–2 cm szerokości, jest mniej lub bardziej ząbkowana na brzegu, ma sercowatą nasadę i tępy lub ostry wierzchołek. Ogonek liściowy jest nagi i ma 3–4 mm długości.
OwoceOrzechy zwane żołędziami o kształcie od jajowatego do podługowatego, dorastają do 12–15 mm długości i 5–8 mm średnicy. Osadzone są pojedynczo w miseczkach w kształcie kubka, które mierzą 3–4 mm długości i 6–8 mm średnicy. Orzechy otulone są w miseczkach do 10–25% ich długości.

## Biologia i ekologia
Rośnie na skalistych zboczach. Występuje na wysokości od 500 do 1500 m n.p.m.